# Han Berger
Han Berger (født 17. juni 1950) er en tidligere nederlandsk fodboldspiller og træner.